# 井嶋一友
井嶋 一友（いじま かずとも、1932年（昭和7年）10月7日 - ）は、日本の元法曹。弁護士。元次長検事。元最高裁判所判事。父は元・大阪高検検事長（在：1966年9月 - 1968年2月）の井嶋磐根（いじま いわね）、父方の叔父に京都大学名誉教授の井嶋勉がいる。奈良県出身。

## 来歴
1957年（昭和32年）京都大学法学部卒業。1959年（昭和34年）検事任官。大臣官房長、刑事局長、最高検刑事部長を経て、1992年（平成4年）高松高検検事長、1993年（平成5年）次長検事。1995年（平成7年）には最高裁判事に就任。
2002年（平成14年）に定年退官となる。その後、弁護士登録し、株式会社ランドビジネス監査役等を務めた。
2004年（平成16年）の秋の叙勲で旭日大綬章を受章した。

## 略歴
- 1956年（昭和31年）10月13日[8] - 司法試験第二次試験合格[1]
- 1957年（昭和32年）4月 - 司法修習生（東京）[1]
- 1959年（昭和34年）
  - 4月6日 - 司法修習修了
  - 4月8日 - 名古屋地方検察庁検事
  - 12月28日 - 名古屋地方検察庁一宮支部検事
- 1961年（昭和36年）3月25日 - 札幌地方検察庁検事
- 1963年（昭和38年）3月25日 - 東京地方検察庁検事
- 1967年（昭和42年）3月25日 - 法務大臣官房人事課付併任
- 1968年（昭和43年）
  - 1月31日 - 法務大臣官房人事課付
  - 4月5日 - 法務大臣官房人事課付併任
  - 8月20日 - 法務省刑事局付併任
- 1970年（昭和45年）1月16日 - 法務大臣秘書官事務取扱併任
- 1971年（昭和46年）
  - 2月15日 - 法務大臣秘書官事務取扱併任解除
  - 3月25日 - 法務省刑事局付
- 1972年（昭和47年）7月 - 外務省在オランダ日本国大使館一等書記官[1]
- 1974年（昭和49年） - 外務省在オランダ日本国大使館参事官[9]
- 1976年（昭和51年）
  - 8月4日 - 法務省刑事局参事官
  - 10月4日 - 東京地方検察庁検事
- 1979年（昭和54年）3月26日 - 東京高等検察庁検事併任東京地方検察庁検事
- 1980年（昭和55年）6月2日 - 法務省刑事局刑事課長
- 1981年（昭和56年）1月9日 - 法務省刑事局総務課長
- 1983年（昭和58年）6月21日 - 法務大臣官房秘書課長
- 1985年（昭和60年）7月25日 - 法務大臣官房司法法制調査部長
- 1986年（昭和61年）
  - 9月1日 - 最高検察庁検事
  - 11月2日 - 甲府地方検察庁検事正
- 1988年（昭和63年）
  - 4月20日 - 最高検察庁検事
  - 6月17日 - 法務大臣官房長
- 1990年（平成2年）6月13日 - 法務省刑事局長
- 1991年（平成3年）12月21日 - 最高検察庁刑事部長
- 1992年（平成4年）7月29日 - 高松高等検察庁検事長
- 1993年（平成5年）7月2日 - 次長検事
- 1995年（平成7年）8月11日 - 最高裁判所判事
- 2002年（平成14年）
  - 10月6日 - 定年退官
  - 11月6日 - 弁護士登録（第一東京弁護士会）
- 2004年（平成16年）11月3日 - 授旭日大綬章
- 2005年（平成17年）12月 - 株式会社ランドビジネス監査役[7]
- 2019年（令和元年） - 一般社団法人日本倶楽部会長[10]（2023年まで）

## 最高裁判所判事として
民事訴訟法の文書提出命令申立て手続については、決定に不服のある所持者である当事者若しくは第三者又は命令の申立人は即時抗告をすることが可能であるが、井嶋は2000年、最高裁判所第一小法廷の判事として、証拠調べの必要性がないことを理由としてした却下決定に対しては抗告を認めないことを決定し、これが判例委員会により判例とされた。ただしこの決定には異論も生じている。